# Annemarie Leibbrand-Wettley
Annemarie Leibbrand-Wettley (geborene Wettley; * 12. Juni 1913 in Berlin; † 18. März 1996) war eine deutsche Psychiaterin, Sexualwissenschaftlerin und Medizinhistorikerin. 

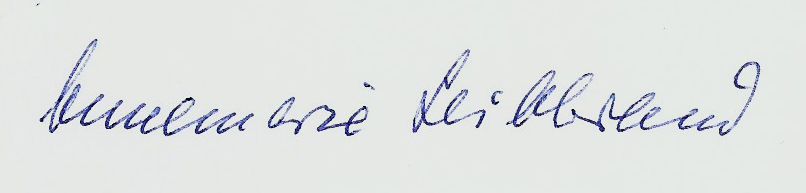
Annemarie Leibbrand 1995

## Biografie
Annemarie Wettley wurde 1939 an der Universität Jena als Ärztin promoviert (Die Eklampsie und Präeklampsie unter besonderer Berücksichtigung der chronisch verlaufenden Fälle). Sie spezialisierte sich auf die Psychiatrie und war 1944 Assistenzärztin in der psychiatrischen Klinik Erlangen, als sie Werner Leibbrand und dessen Frau Margarete kennenlernte, die damals schwere Zeiten durchmachten, da Margarete Jüdin war und Werner Leibbrand, der in Opposition zum nationalsozialistischen Regime stand, damals dienstverpflichtet an der gleichen Klinik war, wo er von Kollegen angefeindet wurde. Nach dem Krieg wurde Werner Leibbrand von den Amerikanern zum Direktor der Klinik ernannt. 
Wettley baute mit Leibbrand nach dem Krieg das Institut für Geschichte der Medizin in Erlangen wieder auf. Wegen Konflikten mit Kollegen und Behörden in Erlangen wechselte Leibbrand 1953 nach München und Wettley folgte ihm. Beide hielten auch 1955 bis 1973 Vorlesungen an der Sorbonne ab. 1962 heiratete Wettley Leibbrand nach dem Tod von dessen Frau Margarete. Mit Leibbrand verfasste sie Bücher zur Medizingeschichte und speziell zur Psychiatrie und eine Kulturgeschichte der Liebe.

## Veröffentlichungen (Auswahl)
- Vertauschbares Dasein. Lambert Schneider, Heidelberg 1947.
- August Forel: Ein Arztleben im Zwiespalt seiner Zeit, Salzburg: O. Müller 1953.
- mit Werner Leibbrand: Von der „Psychopathia sexualis“" zur Sexualwissenschaft. Enke, Stuttgart 1959.
- mit Werner Leibbrand: Der Wahnsinn. Geschichte der abendländischen Psychopathologie. Karl Alber Verlag, Orbis academicus, 1961, Neudruck: Area, Erftstadt 2005.
- mit Werner Leibbrand: Kompendium der Medizingeschichte. Werk-Verlag Banaschewski, München-Gräfelfing 1964; 2. Auflage 1967.
- Ansatz zu einer Geschichte der Psychotherapie:  In: Alte Probleme – Neue Ansätze. Drei Vorträge von Fritz Krafft, Kurt Goldammer, Annemarie Wettley (Würzburg 1964). Wiesbaden 1965 (= Beiträge zur Geschichte der Wissenschaft und Technik. Band 5), S. 42–57.
- Die Stellung des Geisteskranken in der Gesellschaft des 19. Jahrhunderts. In: Walter Artelt, Walter Rüegg (Hrsg.): Studien zur Medizingeschichte des neunzehnten Jahrhunderts, Band I: Der Arzt und der Kranke in der Gesellschaft des 19. Jahrhunderts. Stuttgart 1967, S. 50–69.
- Zur Psychopathologie und Dämonologie bei Paracelsus und Johannes Weyer. In: Joseph Schumacher (Hrsg.): Μελήματα. Festschrift für Werner Leibbrand. Mannheim 1967, S. 65–73.
- In: John Woodforde: Die merkwürdige Geschichte der falschen Zähne, mit einem Vorwort und einem Anhang von Annemarie Leibbrand-Wettley. München 1968.
- mit Werner Leibbrand: Formen des Eros. Kultur- und Geistesgeschichte der Liebe. 2 Bände, Karl Alber Verlag, Orbis academicus, 1972.